# غوستافو هيريرا (سياسي)
غوستافو هيريرا (بالإسبانية: Gustavo Herrera) هو دبلوماسي ومحامي فنزويلي، ولد في 12 أبريل 1890 في كاراكاس في فنزويلا، وتوفي بنفس المكان في 1 فبراير 1953.